# Дорогая, мы убиваем детей
Дорогая, мы убиваем детей (укр. Кохана, ми вбиваємо дiтей) — украинское телевизионное реалити-шоу, версия популярного в прошлом британского проекта Honey, We’re Killing the Kids. Транслировалось на украинском телеканале «СТБ» с 6 сентября 2011 года по 31 мая 2016 года.

## Суть проекта
В проекте принимают участие семьи с детьми, ведущие неправильный образ жизни. За помощью в проект чаще всего обращаются родители с целью перевоспитания своих детей. По правилам перед началом проекта ребёнок обязан пройти медицинское обследование у врачей (для определения диагноза здоровья), физическую подготовку у фитнес-тренера проекта Игоря Обуховского (для определения физического состояния ребёнка) и психологическое обследование (для определения состояния психики ребёнка). Затем родителей ребёнка приглашают в студию ведущего-психолога проекта Дмитрия Карпачёва, где он демонстрирует родителям образ ребёнка в 40 лет при ведении неправильного образа жизни (нередко прогнозы показывали и возможность летального исхода детей). После этого в студию приглашают ребёнка и ведущий даёт семье несколько правил для перевоспитания, обязательных к выполнению. На исправление семье даётся три недели. За выполнением правил следят ведущий и психологи проекта. В конце последней недели в студии подводятся итоги всего проекта и повторно демонстрируется образ ребёнка в 40 лет, но уже с положительными качествами. Но итоги проекта являются лишь самым первым шагом к положительным изменениям, далее уже всё зависит от самих участников.

## Трансляция в других странах
В России реалити-шоу «Дорогая, мы убиваем детей» транслировалось на телеканале Ю с 5 октября 2015 года. До этого летом 2015 года российский телеканал Ю начал транслировать другие украинские реалити-шоу, в частности, «Дом на папу» (Папа попал), «МастерШеф», «Спасите нашу семью!» и «Я стесняюсь своего тела».
С 2013 по 2014 год на телеканале РЕН ТВ непродолжительное время транслировалась российская версия реалити-шоу под названием «Дорогая, мы теряем наших детей».

## Критика
Телепередача «Дорогая, мы убиваем детей» неоднократно критиковалась из-за девиантного поведения участников на камеру, а именно чрезмерное употребление нецензурной лексики, насилие и распитие алкоголя.
В ноябре 2013 года Николай Княжицкий назвал реалити-шоу «Дорогая, мы убиваем детей» извращением. Николай Княжицкий на своей странице в Facebook написал о впечатлении, которое на него произвело это реалити-шоу, следующее: «Случайно включил СТБ. Идёт какое-то шоу „Дорогая, мы убиваем детей“. Ужас. Дети в семье с микрофонами-петличками колотят друг друга и свою мать. Это бедная семья за деньги на такое соглашается? И „дядя Клюев“, которого рекламировали дети — просто ягодки по сравнению с этой неэтичной безнравственностью. Но об этом никто не пишет и нацсовет глаза закрывает».
В Национальный совет Украины по вопросам телевидения и радиовещания поступали многочисленные жалобы от зрителей относительно содержания выпусков данной передачи. Это привело к тому, что 28 июля 2016 года Нацсовет вынес предупреждение телеканалу «СТБ» за вредоносный для детей контент, а именно показ в дневном эфире программ и их анонсов, которые могут нанести вред физическому, психическому или нравственному развитию детей и подростков.

## Закрытие
1 июня 2016 года Мирослав Домалевский на своей странице в Facebook объявил о закрытии реалити-шоу «Дорогая, мы убиваем детей». «5 лет мы делали все возможное, чтобы изменить будущее наших детей. 5 лет мы говорили и показывали родителям как сделать детей счастливыми. 5 лет мы взращивали нацию. Ведь дети — это наше будущее».